# Elezioni generali in Irlanda del 2007
Le elezioni generali in Irlanda del 2007 si tennero il 24 maggio per il rinnovo del Dáil Éireann, la camera bassa dell’Oireachtas, il parlamento del paese. 
Esse videro la vittoria del Fianna Fáil di Bertie Ahern, che fu riconfermato Taoiseach (capo del governo); nel maggio 2008 fu sostituito da Brian Cowen, espressione del medesimo partito.

## Risultati
| Fianna Fáil                         | 858 565   | 41,56 | 77  |  |  |  |
| Fine Gael                           | 564 428   | 27,32 | 51  |  |  |  |
| Partito Laburista                   | 209 175   | 10,13 | 20  |  |  |  |
| Sinn Féin                           | 143 410   | 6,94  | 4   |  |  |  |
| Partito Verde                       | 96 936    | 4,69  | 6   |  |  |  |
| Democratici Progressisti            | 56 396    | 2,73  | 2   |  |  |  |
| Partito Socialista                  | 13 218    | 0,64  | –   |  |  |  |
| People Before Profit                | 9 333     | 0,45  | –   |  |  |  |
| Partito dei Lavoratori              | 3 026     | 0,15  | –   |  |  |  |
| Partito della Solidarietà Cristiana | 1 705     | 0,08  | –   |  |  |  |
| Fathers Rights                      | 1 355     | 0,07  | –   |  |  |  |
| Immigration Control                 | 1 329     | 0,06  | –   |  |  |  |
| Irish Socialist Network             | 505       | 0,02  | –   |  |  |  |
| Indipendenti                        | 106 429   | 5,15  | 5   |  |  |  |
| Totale                              | 2 065 810 | 100   | 166 |  |  |  |
|                                     |           |       |     |  |  |  |
| Voti non validi                     | 19 435    | 0,93  |     |  |  |  |
| Votanti                             | 2 085 245 | 67,03 |     |  |  |  |
| Elettori                            | 3 110 914 |       |     |  |  |  |